# Ludwig II. (Württemberg)
Ludwig II. (* um 1137; † 1181) war von 1158 bis 1181 Graf von Württemberg.
Er war vermählt mit Willibirg (* 1142, † 1179), Tochter des Grafen Hartmann III. von Kirchberg.
Urkunden, in denen ein württembergischer Herrscher mit Namen Ludwig erwähnt wird, existieren mit dem Zusatz Graf bis 1154. Vermutlich sind diese auf Ludwig I. bezogen. Bis 1166 wird der Name Ludwig dann ohne Grafentitel erwähnt. Die erste Nennung Ludwigs II. mit dem Grafentitel datiert auf das Jahr 1181 in einer Urkunde von Kaiser Friedrich I. Barbarossa. Eine sichere Reihenfolge der Herrscher lässt sich vor 1200 für das Haus Württemberg nicht erstellen; die gesicherte Reihe beginnt erst mit Ludwigs Söhnen Hartmann I. und Ludwig III. Grund dafür sind auch die aus der Auseinandersetzung zwischen Städten und Grafen erwachsenen Zerstörungen im 14. Jahrhundert, als die Städter die Stiftskirche Beutelsbach plünderten und alle Inschriften und Wappen der dort bestatteten „Grafen von Wirtemberg“ zerstörten.